# Everything I Wanted (chanson de Billie Eilish)
Singles de Billie Eilish
All the Good Girls Go to Hell
(2019) No Time to Die
(2020)
Clip vidéo
[vidéo] « Everything I Wanted », sur YouTube
Everything I Wanted est une chanson de la chanteuse américaine Billie Eilish, sortie en single le 13 novembre 2019. La chanson a été ajoutée dans la réédition de son premier album When We All Fall Asleep, Where Do We Go?. Comme Bad Guy l'année précédente, ce single gagne en mars 2021 le trophée de l'enregistrement de l'année lors de la 63e cérémonie des Grammy Awards. 
Billie Eilish l'a écrite avec son frère Finneas après un rêve dans lequel elle s'est suicidée en sautant du pont du Golden Gate.

## Contexte et réalisation
En octobre, il a été rapporté que Billie Eilish travaillait sur une nouvelle musique. En novembre 2019, la chanteuse a annoncé la sortie de deux nouvelles chansons et d'un clip vidéo pour la chanson Xanny,.Elle a finalement révélé le titre de la chanson et la date de sortie de "Everything I Wanted" lors d'un live stream d'Instagram le 10 novembre 2019,. Elle a dévoilé la pochette de la chanson un jour plus tard. La chanson a été utilisée dans la publicité pour les écouteurs Beats by Dre en featuring avec Billie Eilish.

## Critique
La chanson a été saluée par la critique. Jon Caramanica du New York Times a écrit que les « claviers sont à la fois urgents et élégiaques » et a décrit le refrain comme « épuisant mais plein d'espoir ». La journaliste Brenna Ehrlich du Rolling Stone a écrit que la chanson montrait une « version plus douce et plus triste de Billie Eilish » et a décrit le morceau comme « une méditation sur la célébrité ». Allie Gemmill, écrivant pour Teen Vogue, a décrit la chanson comme « lunatique, lente et introspective - en gros, une jam classique de Billie ». Gemmill a également décrit la chanson comme étant « rêveuse » et « Billie Eilish semble se défouler sur sa récente montée en flèche au sommet des classements ».

## Composition et paroles

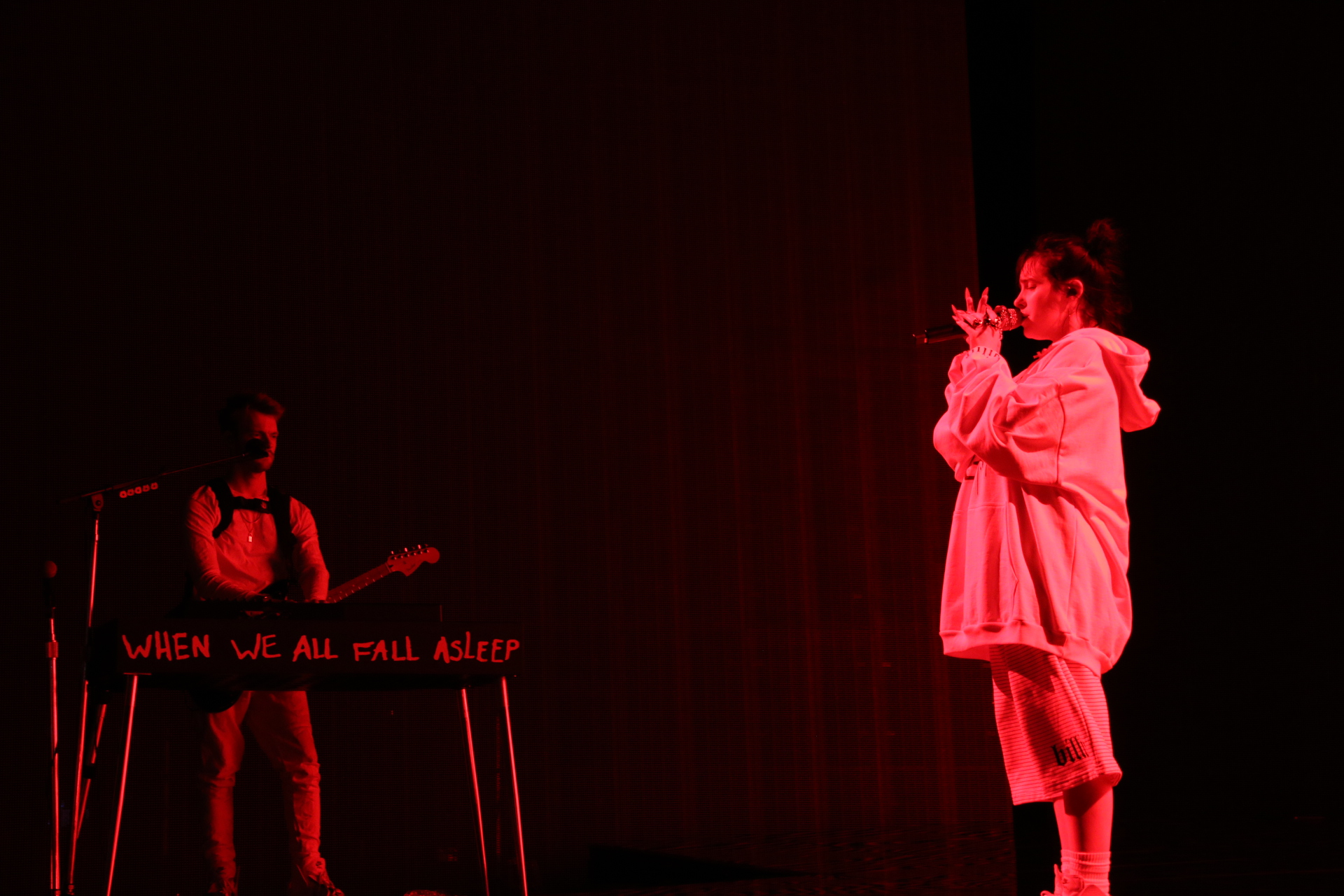
Les paroles de la chanson traitent de la relation de Billie Eilish avec son frère Finneas, ainsi que d'un cauchemar que la chanteuse a vécu.

Les paroles de la chanson traitent de la relation de Billie Eilish avec son frère Finneas, ainsi que d'un cauchemar que la chanteuse a vécu. Dans ce cauchemar, Billie Eilish aurait sauté du Golden Gate et aurait découvert que les gens ne l'aimaient pas autant qu'ils le laissaient paraître. La chanteuse a également déclaré: « Je n'arrête pas d'y penser, ça m'obsède en permanence. Pourquoi je dirais au monde que tout va bien quand ce n'est pas le cas ? Je ne suis pas une personne heureuse par nature, c'est une part de moi avec laquelle j'ai dû apprendre à vivre. J'ai du mal à le décrire mais j'ai toujours posé un regard étrange et pessimiste sur la vie. J'aimerais que ce soit différent mais j'ai toujours été comme ça, je m'y suis habituée. Je ne suis pas de votre monde » dans une interview.
« On a commencé à écrire ce titre parce que j'ai littéralement rêvé que je me suicidais et que tout le monde s'en foutait. Tous mes meilleurs amis, les gens avec qui je travaillais, prenait publiquement la parole pour dire "De toute façon on ne l'a jamais aimée". Dans ce rêve, les fans s'en fichaient. Internet me ch**** dessus pour m'être tuée et ça m'a vraiment perturbé. [...] Mon frère est mon meilleur ami, je fais ces rêves et ces choses se produisent, mais peu importe ce qu'il se passe, il sera toujours là pour moi et c'est pareil dans l'autre sens », dit Billie Eilish sur BBC Radio 1,,.
La chanson est écrite dans la tonalité de fa dièse mineur et présente un fond de piano éthéré avec une utilisation importante de la réverbération, une « boîte à rythmes douce et des riffs de clavier doux et brumeux ».

## Clip vidéo
Le 23 janvier 2020, Billie Eilish a publié le clip vidéo de Everything I Wanted, qu'elle a également réalisé. Dans le clip, elle et son frère, Finneas, traversent de nombreuses scènes qui rappellent des endroits de la Californie, avant de se rendre sur une plage puis dans l'océan. On les voit se tenir la main alors que la voiture tombe en panne et commence à être inondée.

## Performances en public
Billie Eilish a interprété cette chanson en direct pour la première fois lors de la dernière étape de sa tournée When We All Fall Asleep à Mexico et dans un spectacle acoustique Apple Live à San Francisco.

## Attributions et crédits
Crédits adaptés de Tidal.
- Billie Eilish : chanteuse, compositrice, auteur des paroles
- Finneas O'Connell : producteur, compositeur, auteur des paroles, ingénieur, choristes, programmateur de batterie, basse, piano, synthétiseur
- John Greenham : ingénieur en mastering
- Rob Kinelski : mixeur

## Classements et certifications
| Classement (2019-20)                    | Meilleure position |
| --------------------------------------- | ------------------ |
| Allemagne (Media Control AG)            | 9                  |
| Australie (ARIA)                        | 2                  |
| Autriche (Ö3 Austria Top 40)            | 3                  |
| Belgique (Flandre Ultratop 50 Singles)  | 4                  |
| Belgique (Wallonie Ultratop 50 Singles) | 6                  |
| Canada (Hot 100)                        | 6                  |
| Canada (CHR/Top 40)                     | 10                 |
| Canada (Hot AC)                         | 29                 |
| Corée du Sud (Gaon)                     | 102                |
| Danemark (Tracklisten)                  | 4                  |
| Écosse (OCC)                            | 10                 |
| Espagne (PROMUSICAE)                    | 16                 |
| Estonie (Eesti Tipp-40)                 | 1                  |
| États-Unis (Hot 100)                    | 8                  |
| États-Unis (Adult Contemporary)         | 24                 |
| États-Unis (Adult Pop Songs)            | 7                  |
| États-Unis (Dance Club Songs)           | 40                 |
| États-Unis (Pop Airplay)                | 13                 |
| États-Unis (Rock Airplay)               | 1                  |
| États-Unis (Rolling Stone Top 100)      | 1                  |
| Finlande (Suomen virallinen lista)      | 2                  |
| France (SNEP)                           | 33                 |
| France (SNEP Ventes)                    | 11                 |
| Hongrie (Rádiós Top 40)                 | 18                 |
| Hongrie (Single Top 40)                 | 4                  |
| Hongrie (Stream Top 40)                 | 3                  |
| Irlande (Irish Singles Chart)           | 1                  |
| Israël (Media Forest)                   | 6                  |
| Italie (FIMI)                           | 20                 |
| Japon (Hot 100)                         | 66                 |
| Lettonie (LAIPA)                        | 1                  |
| Liban (Top 20 libanais)                 | 5                  |
| Lituanie (AGATA)                        | 1                  |
| Mexique (Mexico Airplay)                | 12                 |
| Norvège (VG-lista)                      | 1                  |
| Nouvelle-Zélande (RMNZ)                 | 2                  |
| Pays-Bas (Nederlandse Top 40)           | 7                  |
| Pays-Bas (Single Top 100)               | 4                  |
| Portugal (AFP)                          | 5                  |
| Tchéquie (IFPI Singles Digitál)         | 2                  |
| Royaume-Uni (UK Singles Chart)          | 3                  |
| Russie (Tophit)                         | 4                  |
| Slovaquie (IFPI Rádio)                  | 21                 |
| Suède (Sverigetopplistan)               | 3                  |
| Suisse (Schweizer Hitparade)            | 2                  |
| Suisse (Charts Romandie)                | 3                  |

| Classement (2019)             | Position |
| ----------------------------- | -------- |
| Lettonie (LAIPA)              | 98       |
| Pays-Bas (Nederlandse Top 40) | 89       |

### Certifications
| Pays | Certification | Ventes   |
| --- | ------------- | -------- |
| Australie (ARIA) | 2 × Platine   | 140 000^ |
| Autriche (IFPI Autriche) | Or            | 15 000*  |
| Belgique (BEA) | Platine       | 40 000*  |
| Canada (Music Canada) | 2 × Platine   | 160 000‡ |
| Danemark (IFPI Danemark) | Or            | 45 000^  |
| Espagne (PROMUSICAE) | Or            | 20 000^  |
| France (SNEP) | Platine       | 100 000* |
| Italie (FIMI) | Or            | 35 000‡  |
| Nouvelle-Zélande (RMNZ) | Platine       | 30 000*  |
| Royaume-Uni (BPI) | Platine       | 600 000‡ |
| *Ventes selon la certification ^Mise en rayon selon la certification xNon précisé par la certification ‡ventes/streaming selon la certification |               |          |

### Note
1. ↑  Le titre de la chanson est stylisé en minuscules : « everything i wanted »